# Медицинска школа Др Алекса Савић - Прокупље
Медицинска школа "Др Алекса Савић" је средња медицинска школа у Прокупљу.
Образује кадрове из области здравства и социјалне заштите.

## Историјат
Школа је основана 1960. године, а од 1990. године носи име Др Алексе Савића, лекара и хуманисте, посланика и министра здравља у Влади Краљевине Срба, Хрвата и Словенаца.

## Образовни профили
Школа има три образовна профила у трајању од четири године и један образовни профил у трајању од три године.
Образовни профили у четворогодишњем трајању:
- медицинска сестра - техничар
- педијатријска сестра - техничар
- гинеколошко-акушерска сестра - техничар

Образовни профил у трогодишњем трајању:
- здравствени неговатељ

## Галерија
Зграда школе налази се у центру града и користе је две средње школе: медицинска и гимназија.
- Средња медицинска школа "Др Алекса Савић" у Прокупљу
- Средња медицинска школа "Др Алекса Савић" у Прокупљу
- Средња медицинска школа "Др Алекса Савић" у Прокупљу
- Средња медицинска школа "Др Алекса Савић" у Прокупљу - улаз